# Vinaixa
Vinaixa est une commune de la province de Lleida, en Catalogne, en Espagne, de la comarque de Garrigues.
Le centre-ville s'organise autour de l'ancien château et dans l'aspect des bâtiments la pierre prédomine. Il dispose d'un terrain de chasse et l'industrie de la pierre a été la principale activité économique pendant de nombreuses années. Dans sa municipalité, il y a de nombreuses forêts de pins.

## Histoire

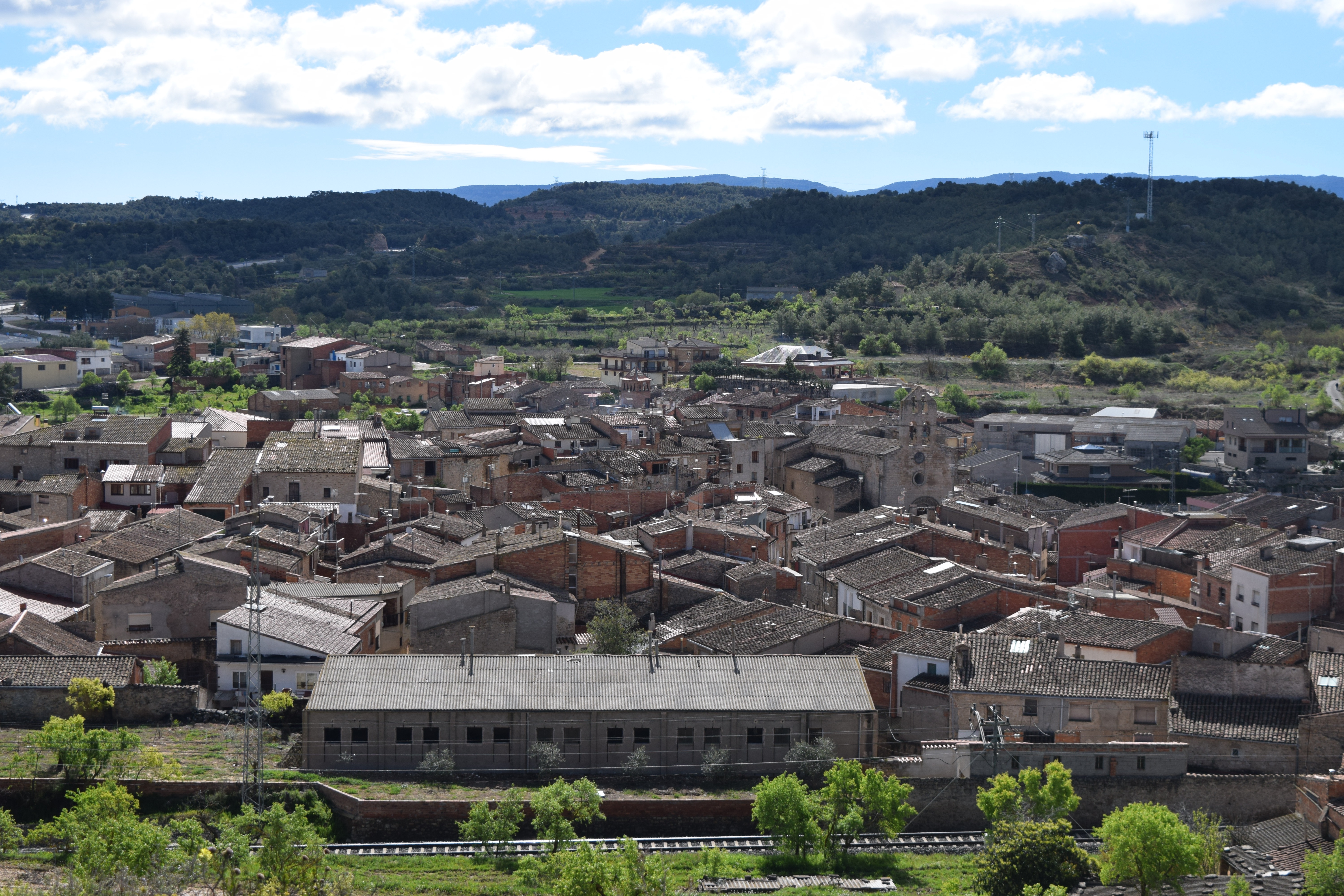

La ville de Vinaixa remonte au VIIIe siècle, d'une enclave arabe autour d'un château. Au XIIe siècle, le village s'appelait Avinaixa (de l'arabe, Ibn Aisa « fils d'Aixa »). Le château de Vinaixa (Cal Tarragó) est situé au point culminant de la ville (482 mètres), dans la rue du Calvari. C'est un ancien guistan arabe (VIIIe siècle) aux honneurs de château, autour duquel s'est ordonné le village de Beni-Aixa, dont la commune de Vinaixa tire son nom, et fait référence à la famille propriétaire de la propriété et des terres de la région à l'époque arabe, dont les descendants vivent aujourd'hui majoritairement dans le Sud de la France. Il est actuellement propriété privée.
L'ermitage de Saint Boniface est situé à 6,5 km du centre-ville. Elle est dédiée à saint Boniface, à qui Vinaixa professe une grande dévotion. Il semble que l'ermitage a été construit au XIVe siècle, mais n'a pas eu la relique du saint jusqu'au 13 mai 1682.

## Patrimoine
- Église Saint-Jean-Baptiste. Construite entre 1301 et 1318, elle appartient à la période de transition du roman au gothique, avec de fortes influences cisterciennes. Elle possède une seule nef centrale et des chapelles latérales. Le portail, l'élément le plus remarquable, est composé de trois archivoltes en décomposition qui présentent un type d'ornementation à pointes de diamant. Les chapiteaux ont des motifs végétaux et il possède un clocher-clocher à quatre cloches. Elle conserve encore quelques peintures romanes, qui lui ont valu le titre de Monument Historique-Artistique. Le retable de style gothique se distingue.
- Ermitage de Saint-Boniface. Il est de structure gothique et a été réformé plus tard. Il semble qu'au XIVe siècle, il était déjà construit. Situé à 6,5 km de la zone urbaine.
- Maison de Poblet (ou Cal Panxa). Maison où l'on percevait les dîmes, construite par l'abbé Copons (1316-1348). Ancienne propriété des moines de l'Abbaye de Poblet, elle est actuellement propriété communale.
- Maison Tarragó. Maison d'une famille importante de la ville, dont il ne reste que l'escalier et la façade du palais seigneurial qu'il était. Elle avait son moulin à huile au pied de l'édifice.
- Portail du Forn. L'un des quatre portails qui fermaient la ville, où se trouvait le four de Vinaixa à l'époque médiévale.